# Chuck Hawley
Charles Stanley Hawley, detto Chuck (Odin, 3 aprile 1915 – Odin, 2 ottobre 1992), è stato un cestista e giocatore di baseball statunitense, professionista nella NBL.

## Carriera
Giocò una stagione nella NBL, disputando 12 partite con 1,4 punti di media.